# Wielka Szczerba

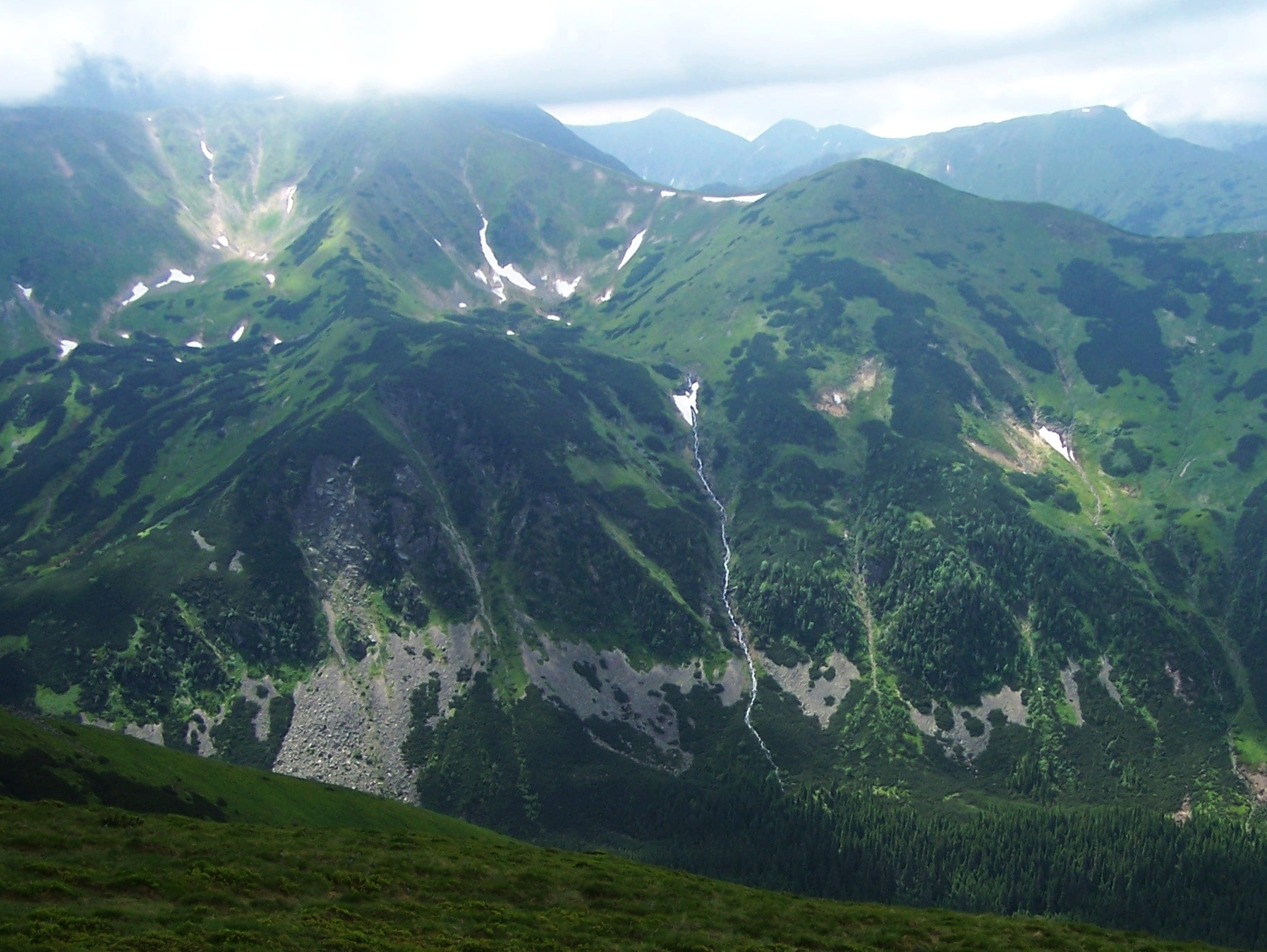
Wielka Szczerba ze spływającym z niej strumieniem wody z Dudowych Stawków

Wielka Szczerba – żleb w Dolinie Starorobociańskiej w polskich Tatrach Zachodnich. Opada z Dudowej Kotliny (ok. 1675 m) pod Kończystym Wierchem w północno-wschodnim kierunku przez Dudowe Turnie do Starorobociańskiej Równi (ok. 1350 m). U dołu podsypany jest piargami. Żlebem tym spływa woda z Dudowych Stawków znajdujących się w Dudowej Kotlinie. Nie dochodzi do Starorobociańskiego Potoku, zanika w piarżysku u podnóża Wielkiej Szczerby.
Woda spadająca Wielką Szczerba tworzy siklawę, o której już w 1846 r. pisał Hieronim Ciechanowski: ...prawie prostopadle – jest odpływem, jak nam przewodnik mówił, stawu Czarnego. W 1959 r. w Dudowych Turniach obok Wielkiej Szczerby miał miejsce duży obryw skalny.